# Semyon Kotko
Pour les articles homonymes, voir Semyon Kotko (homonymie).

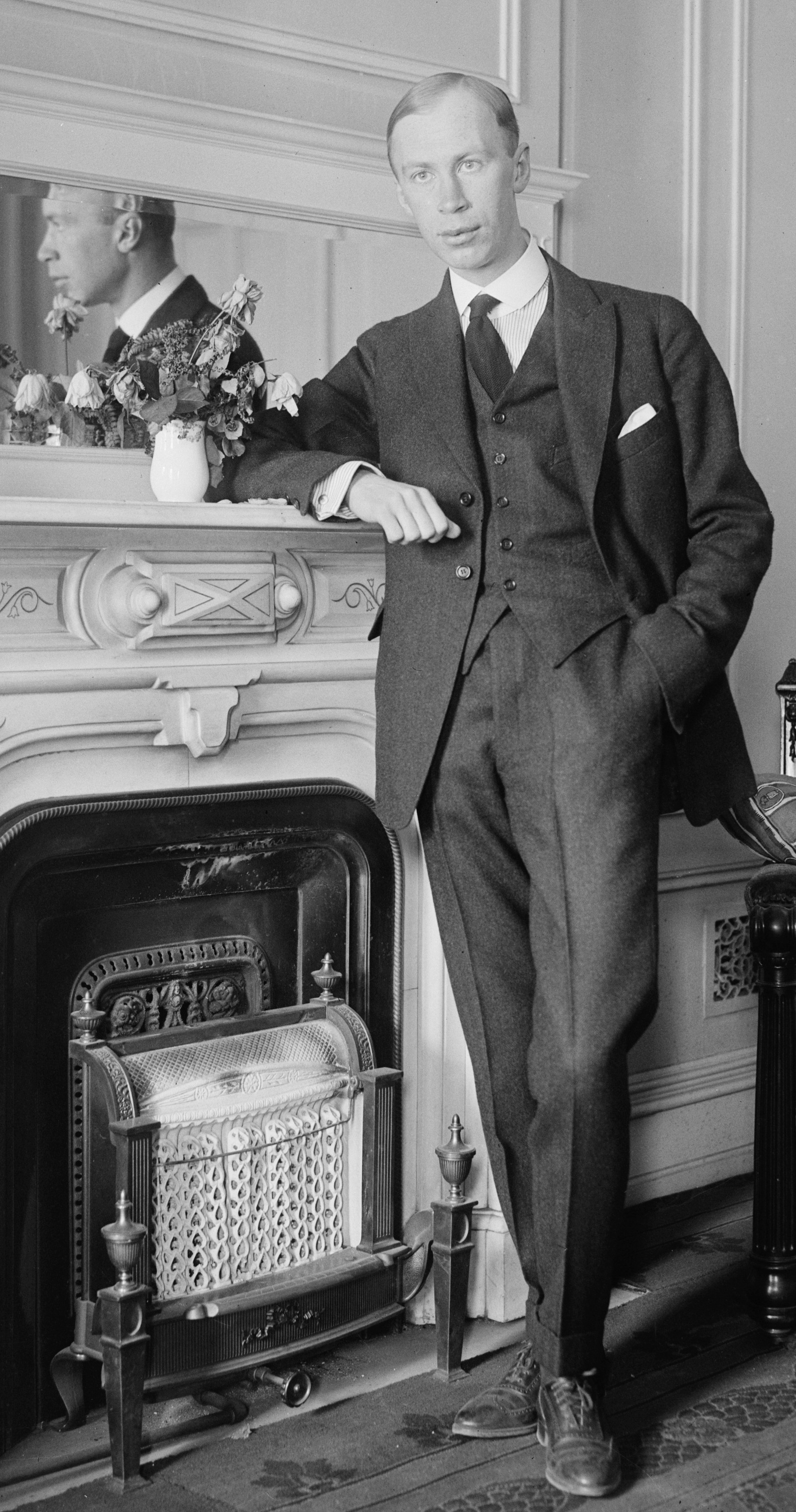
Serge Prokofiev

Semyon Kotko (russe : Семён Котко) opus 81 est un opéra en cinq actes de Serge Prokofiev composé en 1938-1939 sur un livret de Valentin Kataïev et de Prokofiev d'après le roman de Kataïev Je suis le fils de la classe ouvrière (russe : Я, сын трудового народа...) écrit en 1937.
Il a été créé le 23 juin 1940 au théâtre Stanislavsky de Moscou sous la direction de Mikhaïl Joukov.

## Histoire
Prokofiev emprunte son sujet à l'auteur très officiel Valentin Kataïev, pour le théâtre Stanislavsky, qui était un véritable laboratoire d'essai. La mise en scène était destinée à être portée par Meyerhold, mais il fut arrêté le 20 juin 1939, puis exécuté en février 1940. Elle fut finalement assurée par l'actrice Serafima Birman. Le compositeur fut assez mécontent de la réalisation, et l'opéra ne récolta qu'un succès d'estime. 
Prokofiev, contrairement aux vœux du librettiste qui voulait des airs facilement mémorisables, conçoit une structure de type cinématographique en 48 courtes séquences.

## Argument
L'action se situe en 1918 dans un petit village ukrainien occupé par l'armée allemande. Semyon Kotko, de retour après quatre années de guerre, souhaite épouser Sofia. Son père, contre-révolutionnaire, est contre, ne voulant pas donner sa fille à un paysan. Il le dénonce et Kotko fuit, rejoignant les partisans. Le front se déplaçant, le village est investi par les partisans.

## Distribution
Rôles principaux
- Semyon Kotko, ténor
- Mère de Semyon, mezzo-soprano
- Frossia, soprano
- Remeniouk, basse
- Tkachenko, basse
- Khivria, mezzo-soprano
- Sofia, soprano
- Tsariov, baryton
- Lioubka, soprano
- Mikola, ténor
- Ivassenko, basse
- Un ouvrier, ténor

## Discographie sélective
- Valery Guerguiev dirige le chœur et l'orchestre du Théâtre du Kirov avec Viktor Loutsiouk (Kotko), Tatiana Pavlovskaïa (Sofia), Olga Savova, Ludmila Filatova, Guennady Bezzoubenkov (Tkachenko), Evgueni Nikitine (Remeniouk) (Vienne 1999, Philips Classics 464 605-2)[1]

## Lien contextuel
- Histoire d'un homme véritable